# Tribu Aemilia
Ne pas confondre avec la gens Aemilia, gens romaine éponyme.
La tribu Aemilia (en latin classique : Æmǐlǐa) est l'une des trente-et-une tribus rustiques de la Rome antique.